# Achyranthes mollis
Achyranthes mollis är en amarantväxtart som beskrevs av Peter Thonning. Achyranthes mollis ingår i släktet Achyranthes och familjen amarantväxter. Inga underarter finns listade i Catalogue of Life.